# 巴黎大环线铁路
巴黎大环线铁路（法語：Ligne de la grande ceinture de Paris）是一条环绕法国首都巴黎的铁路干线，全长120公里，大部分路段为复线电气化铁路，仅西段有大约7公里的路段处于关闭状态。巴黎大环线铁路建于19世纪中期，对应"巴黎小环线铁路"，后者已于1934年停止运行。该铁路现主要以货运为主，南段部分路段亦用于RER C和少量过境TGV列车运行。